# Districte de Lens

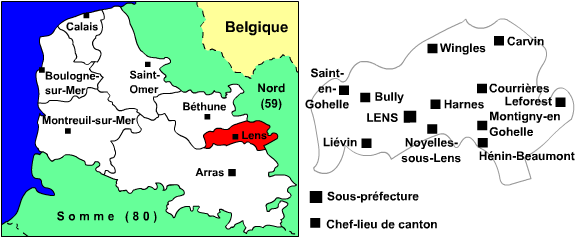
Localització del Districte de Lens

El Districte de Lens és un dels 7 districtes amb què es divideix el departament francès del Pas de Calais, a la regió dels Alts de França. Té 17 cantons i 43 municipis i el cap del districte és la sotsprefectura de Lens.

## Cantons
cantó d'Avion - cantó de Bully-les-Mines - cantó de Carvin - cantó de Courrières - cantó d'Harnes - cantó d'Hénin-Beaumont - cantó de Leforest - cantó de Lens-Est - cantó de Lens-Nord-Est - cantó de Lens-Nord-Oest - cantó de Liévin-Nord - cantó de Liévin-Sud - cantó de Montigny-en-Gohelle - cantó de Noyelles-sous-Lens - cantó de Rouvroy - cantó de Sains-en-Gohelle - cantó de Wingles